# N255 (België)
De N255 is een gewestweg bij België tussen Edingen (N7) en Ninove (N8). De weg heeft een lengte van ongeveer 15 kilometer.
De gehele weg bestaat uit twee rijstroken voor beide rijrichtingen samen.

## Plaatsen langs de N255
- Edingen
- Herne
- Vollezele
- Denderwindeke
- Ninove